# 卡利體育會
卡利體育會（Asociación Deportivo Cali）是一支哥倫比亞足球會，現時於哥超作賽，位於卡利。他們最著名的是足球隊，亦有排球、籃球和游泳隊。他們是哥倫比亞其中一支最成功球會，曾8度贏得聯賽冠軍。他們的新球場卡利體育球場，能容納55,000人，是全哥倫比亞最大的球場，已於2008年11月19日起啟用。